# RAN Women’s Sevens 2017
Rugby Americas North Women’s Sevens 2017 – trzynaste mistrzostwa strefy RAN w rugby 7 kobiet, oficjalne międzynarodowe zawody rugby 7 o randze mistrzostw kontynentu organizowane przez Rugby Americas North mające na celu wyłonienie najlepszej żeńskiej reprezentacji narodowej w tej dyscyplinie sportu w strefie RAN, które odbyły się wraz z turniejem męskim na Campo Marte w Meksyku w dniach 25–26 listopada 2017 roku. Turniej służył również jako kwalifikacja do innych zawodów, w tym do Pucharu Świata 2018.
Pierwszy dzień z kompletem zwycięstw zakończyły jedynie reprezentantki Trynidadu i Tobago, dwie porażki dzień później zepchnęły je jednak na czwartą lokatę z uwagi na słabszy bilans punktowy od Gujany Francuskiej i Jamajki, które zajęły dwa niższe miejsca na podium. W całym turnieju triumfowała zaś reprezentacja Meksyku, która tym samym awansowała po raz pierwszy w historii do turnieju finałowego Pucharu Świata, zyskała też prawo do reprezentowania regionu w turnieju kwalifikacyjnym do WSS i wraz z pozostałymi medalistkami do udziału w turnieju rugby 7 na Igrzyskach Ameryki Środkowej i Karaibów 2018.

## Informacje ogólne
Federación Mexicana de Rugby otrzymała prawa do organizacji turnieju w maju 2017 roku i tak jak w edycji 2014 zaplanowała jego przeprowadzenie na Campo Marte. Format zawodów został ustalony w połowie października 2017 roku, zaś harmonogram spotkań pod koniec tegoż miesiąca. W mistrzostwach wzięło udział siedem zespołów, które w ciągu dwóch meczowych dni rywalizowały systemem kołowym w ramach jednej grupy.
Wstęp był bezpłatny, a zawody były także transmitowane w Internecie na oficjalnym kanale YouTube federacji.
Stawką mistrzostw prócz medali było również jedno miejsce w Pucharze Świata 2018 oraz turnieju kwalifikacyjnym do sezonu 2018/2019 World Rugby Women’s Sevens Series dla najlepszej drużyny tych zawodów, zaś dla trójki medalistów także udział w Igrzyskach Ameryki Środkowej i Karaibów 2018.

## Faza grupowa
| 25 listopada 201711:00 | Meksyk | 17:7 | Dominikana | Campo Marte, Meksyk |
| 25 listopada 201711:00 |        | 17:7 |            | Campo Marte, Meksyk |

| 25 listopada 201711:00 | Jamajka | 12:19 | Gujana | Campo Marte, Meksyk |
| 25 listopada 201711:00 |         | 12:19 |        | Campo Marte, Meksyk |

| 25 listopada 201711:22 | Trynidad i Tobago | 24:0 | Bermudy | Campo Marte, Meksyk |
| 25 listopada 201711:22 |                   | 24:0 |         | Campo Marte, Meksyk |

| 25 listopada 201712:50 | Meksyk | 14:26 | Gujana Francuska | Campo Marte, Meksyk |
| 25 listopada 201712:50 |        | 14:26 |                  | Campo Marte, Meksyk |

| 25 listopada 201713:12 | Gujana | 5:12 | Trynidad i Tobago | Campo Marte, Meksyk |
| 25 listopada 201713:12 |        | 5:12 |                   | Campo Marte, Meksyk |

| 25 listopada 201713:12 | Jamajka | 34:0 | Bermudy | Campo Marte, Meksyk |
| 25 listopada 201713:12 |         | 34:0 |         | Campo Marte, Meksyk |

| 25 listopada 201715:02 | Gujana Francuska | 14:24 | Trynidad i Tobago | Campo Marte, Meksyk |
| 25 listopada 201715:02 |                  | 14:24 |                   | Campo Marte, Meksyk |

| 25 listopada 201715:02 | Dominikana | 12:17 | Gujana | Campo Marte, Meksyk |
| 25 listopada 201715:02 |            | 12:17 |        | Campo Marte, Meksyk |

| 25 listopada 201715:24 | Jamajka | 7:22 | Meksyk | Campo Marte, Meksyk |
| 25 listopada 201715:24 |         | 7:22 |        | Campo Marte, Meksyk |

| 25 listopada 201716:52 | Bermudy | 0:40 | Dominikana | Campo Marte, Meksyk |
| 25 listopada 201716:52 |         | 0:40 |            | Campo Marte, Meksyk |

| 26 listopada 201709:30 | Meksyk | 34:0 | Bermudy | Campo Marte, Meksyk |
| 26 listopada 201709:30 |        | 34:0 |         | Campo Marte, Meksyk |

| 26 listopada 201709:30 | Gujana Francuska | 22:7 | Dominikana | Campo Marte, Meksyk |
| 26 listopada 201709:30 |                  | 22:7 |            | Campo Marte, Meksyk |

| 26 listopada 201709:52 | Trynidad i Tobago | 5:29 | Jamajka | Campo Marte, Meksyk |
| 26 listopada 201709:52 |                   | 5:29 |         | Campo Marte, Meksyk |

| 26 listopada 201711:20 | Meksyk | 17:12 | Gujana | Campo Marte, Meksyk |
| 26 listopada 201711:20 |        | 17:12 |        | Campo Marte, Meksyk |

| 26 listopada 201711:20 | Bermudy | 12:31 | Gujana Francuska | Campo Marte, Meksyk |
| 26 listopada 201711:20 |         | 12:31 |                  | Campo Marte, Meksyk |

| 26 listopada 201711:42 | Jamajka | 24:14 | Dominikana | Campo Marte, Meksyk |
| 26 listopada 201711:42 |         | 24:14 |            | Campo Marte, Meksyk |

| 26 listopada 201713:40 | Gujana | 7:7 | Bermudy | Campo Marte, Meksyk |
| 26 listopada 201713:40 |        | 7:7 |         | Campo Marte, Meksyk |

| 26 listopada 201713:40 | Trynidad i Tobago | 21:5 | Dominikana | Campo Marte, Meksyk |
| 26 listopada 201713:40 |                   | 21:5 |            | Campo Marte, Meksyk |

| 26 listopada 201714:02 | Gujana Francuska | 14:26 | Jamajka | Campo Marte, Meksyk |
| 26 listopada 201714:02 |                  | 14:26 |         | Campo Marte, Meksyk |

| 26 listopada 201716:00 | Gujana | 0:36 | Gujana Francuska | Campo Marte, Meksyk |
| 26 listopada 201716:00 |        | 0:36 |                  | Campo Marte, Meksyk |

| 26 listopada 201716:44 | Meksyk | 5:0 | Trynidad i Tobago | Campo Marte, Meksyk |
| 26 listopada 201716:44 |        | 5:0 |                   | Campo Marte, Meksyk |